# Lago Sils
O Lago Sils é um lago que vai buscar o seu nome à aldeia de Sils localizada nas suas margens. Está localizado no cantão de Grisons, Suíça na região de Engadina, próximo ao cume de Passagem Maloja, a sudoeste do Lago Silvaplana e do Lago de São Moritz.